# Puntioplites falcifer
Puntioplites falcifer är en fiskart som beskrevs av Smith 1929. Puntioplites falcifer ingår i släktet Puntioplites och familjen karpfiskar. IUCN kategoriserar arten globalt som livskraftig. Inga underarter finns listade i Catalogue of Life.